# Прусіновиці-Парцеля (Лодзинське воєводство)
Прусіновиці-Парцеля (пол. Prusinowice-Parcela) — село в Польщі, у гміні Шадек Здунськовольського повіту Лодзинського воєводства.
У 1975-1998 роках село належало до Серадзького воєводства.